# Убе
Убе́ (яп. 宇部市 Убэ-си) — город в Японии, находящийся в префектуре Ямагути. Площадь города составляет 287,71 км², население — 170 211 человек (1 августа 2014), плотность населения — 591,61 чел./км².

## Географическое положение
Город расположен на острове Хонсю в префектуре Ямагути региона Тюгоку. С ним граничат города Санъёонода, Ямагути, Мине.

## Население
Население города составляет 170 211 человек (1 августа 2014), а плотность — 591,61 чел./км². Изменение численности населения с 1980 по 2005 годы:
| 1980 | 176 620 чел. |  |
| 1985 | 182 505 чел. |  |
| 1990 | 182 526 чел. |  |
| 1995 | 182 771 чел. |  |
| 2000 | 182 031 чел. |  |
| 2005 | 178 955 чел. |  |

## Символика
Деревом города считается камфорное дерево, цветком — шалфей сверкающий.